# Rocky Romero
John R. Rivera, né le 28 octobre 1982, est un catcheur professionnel cubain, mieux connu sous son nom de ring Rocky Romero.

### Ring of Honor (2004–2005, 2007–2010)

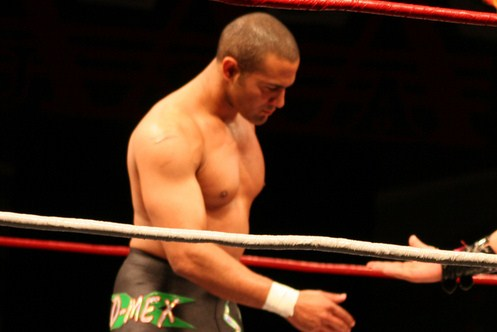
Romero en Mars 2009

## Biographie

### Retour à la NJPW et à la Ring Of Honor (2010-...)

#### Retour et No Remorse Corps (2010-2012)

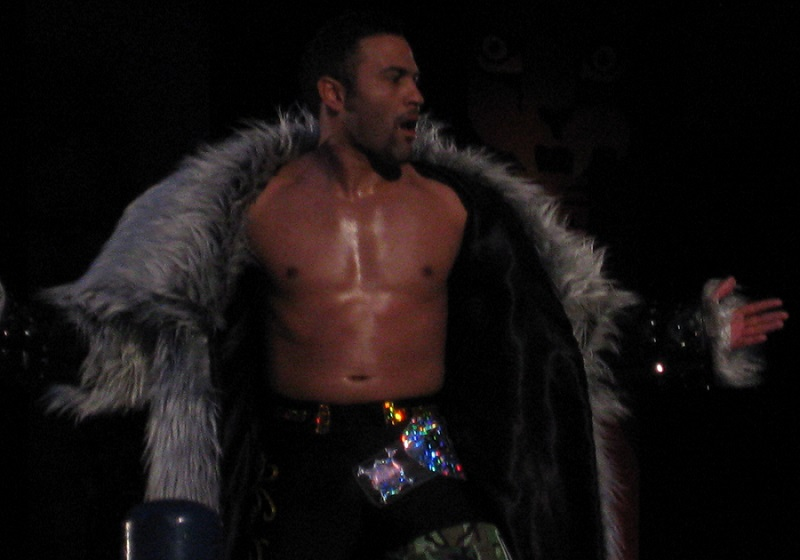
Romero en Février 2012

Lors de Destruction '11, lui et Davey Richards battent Apollo 55 (Prince Devitt et Ryusuke Taguchi) et remportent les IWGP Junior Heavyweight Tag Team Championship. Lors de Power Struggle, ils conservent leur titres contre Kushida et Tiger Mask. le 23 décembre, il perd contre Prince Devitt et ne remporte pas le IWGP Junior Heavyweight Championship. Lors de Wrestle Kingdom VI in Tokyo Dome, lui et Davey Richards perdent leur titres contre Apollo 55. Lors de The New Beginning, ils battent Apollo 55 et remportent les IWGP Junior Heavyweight Tag Team Championship pour la deuxième fois. Le 2 mai, lui et Richards ont été dépouillés des IWGP Junior Heavyweight Tag Team Championship après un accident de voiture de Davey Richards qui le force à manquer Wrestling Dontaku 2012 où lui et Romero devaient défendre les titres contre Jushin Thunder Liger et Tiger Mask.

#### Forever Hooligans (2012-2015)
Romero se réunit ensuite avec son ancien partenaire de la AAA, Alex Koslov. Le 22 juillet, lui et Koslov, connus collectivement sous le nom de Forever Hooligans battent Jushin Liger et Tiger Mask IV et remportent les IWGP Junior Heavyweight Tag Team Championship. Le 26 août à la Sacramento Wrestling Federation (SWF), événement qui a lieu à Gridley, Californie, ils conservent leur titres contre AJ Kirsch et Alex Shelley. Lors de King of Pro Wrestling 2012, ils conservent leur titres contre Time Splitters (Alex Shelley et Kushida). Le 21 octobre, Ils participent au Super Jr. Tag Tournament 2012, en battant Jushin Thunder Liger et Tiger Mask dans leur match de premier tour. Le 2 novembre, Ils sont éliminés du tournoi en demi-finale par Apollo 55 (Prince Devitt et Ryusuke Taguchi). Lors de Power Struggle 2012, ils perdent leur titres contre Time Splitters. Le 10 février, ils affrontent sans succès les Time Splitters pour les IWGP Junior Heavyweight Tag Team Championship. Lors de Wrestling Dontaku 2013, Ils battent Time Splitters et remportent les IWGP Junior Heavyweight Tag Team Championship pour la deuxième fois. Le 22 juin, ils conservent leur titres contre Time Splitters. Ils se sont impliqués dans la rivalité entre Chaos et Suzukigun, ce qui a conduit à leur deuxième défense du titre avec succès le 20 juillet contre Suzuki-gun (Taichi et Taka Michinoku). Lors de King of Pro Wrestling 2013, ils perdent leur titres contre Suzuki-gun. 

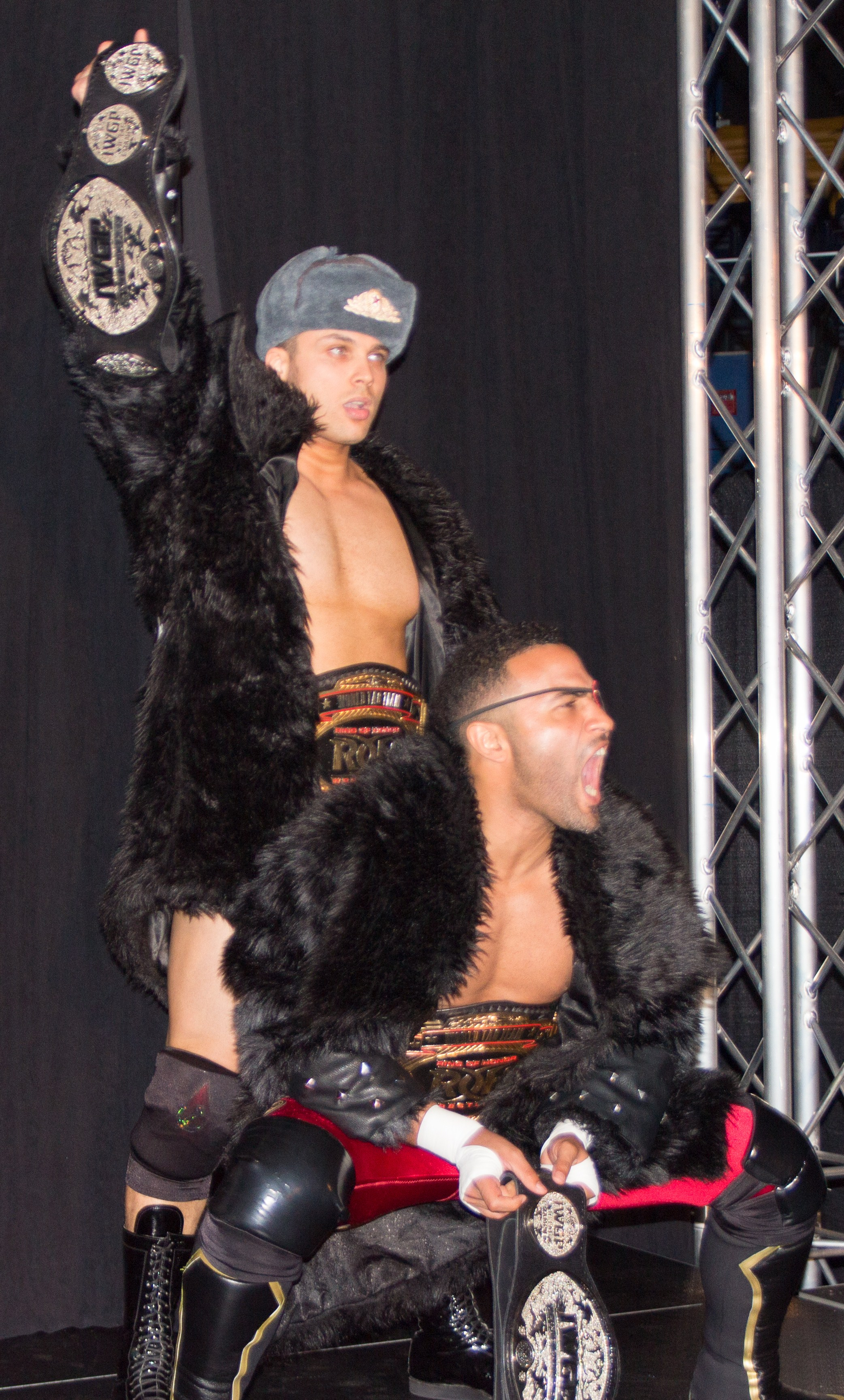
Forever Hooligans, Alex Koslov et Romero (à droite), aves les IWGP Junior Heavyweight Tag Team Championship et les ROH World Tag Team Championship en 2013

Le 25 octobre, ils participent au Super Jr. Tag Tournament, en battant Taichi et Taka Michinoku dans leur match de premier tour. Le 6 novembre, Koslov et Romero se qualifient pour la finale du tournoi en battant en demi-finale Bushi et Valiente. Ils perdent en finale contre The Young Bucks.
Lors de ROH 11th anniversary Show, ils font leurs débuts à la Ring of Honor et sont défaits par The American Wolves (Davey Richards et Eddie Edwards). Le lendemain, ils sont vaincus par reDRagon (Kyle O'Reilly et Bobby Fish) et ne remportent pas les ROH World Tag Team Championship. 
Le 27 juillet, ils retournent à la ROH et battent reDRagon pour remporter les ROH World Tag Team Championship. Lors de All Star Extravaganza V, ils perdent leur titres contre The American Wolves. Lors de Death Before Dishonor XI, ils battent The American Wolves et conservent leur IWGP Junior Heavyweight Tag Team Championship.

#### Roppongi Vice (2015-2017)
Lors d'Invasion Attack 2015, lui et Baretta battent The Young Bucks et remportent les IWGP Junior Heavyweight Tag Team Championship. Lors de Wrestling Dontaku 2015, ils perdent les titres contre The Young Bucks dans un Three Way Tag Team match qui comprenaient également reDRagon[réf. nécessaire]. 

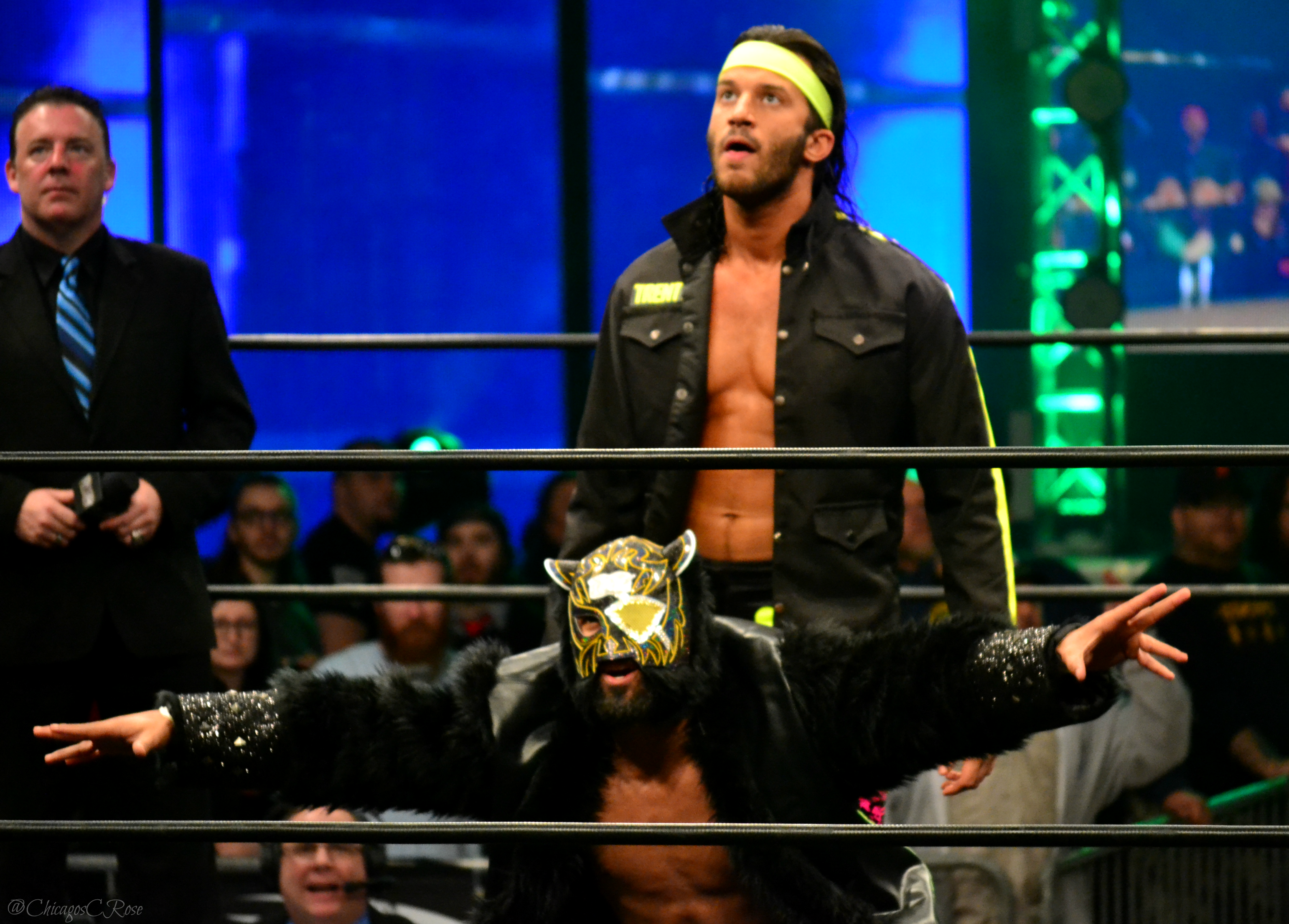
Roppongi Vice en Février 2016 avec Romero portant une version de son masque de Black Tiger

Au début de 2016, il a été signalé que la WWE était intéressé à signer Romero à la fois comme entraîneur et lutteur[réf. nécessaire]. Cependant, le 9 janvier, Romero a annoncé qu'il avait plutôt signé un nouveau contrat de deux ans avec la NJPW. Lors d'Invasion Attack 2016, lui et Baretta battent Matt Sydal et Ricochet et remportent les IWGP Junior Heavyweight Tag Team Championship pour la deuxième fois.Lors de Wrestling Dontaku 2016, ils perdent les titres contre Matt Sydal et Ricochet. Ils participent ensuite au Super Jr. Tag Tournament 2016, où ils battent Ángel de Oro et Titan lors du premier tour, Fuego et Ryusuke Taguchi lors du second tour, et ACH et Taiji Ishimori en finale pour remporter le tournoi lors de Power Struggle (2016).

#### Manager de Roppongi 3K (2017-2021)
Lors de Destruction in Fukushima, lui, Kazuchika Okada et Toru Yano perdent contre Los Ingobernables de Japón (Bushi, Evil et Sanada) et ne remportent pas les NEVER Openweight 6-Man Tag Team Championship.
Lors de ROH Elite, il perd contre Cody et ne remporte pas le ROH World Championship[réf. nécessaire].
Lors de Death Before Dishonor 2018, lui, Kazuchika Okada, Tomohiro Ishii, Beretta et Chuckie T perdent par soumission contre Bullet Club (Cody, The Young Bucks, Adam Page et Marty Scurll).
Lors de Southern Showdown In Melbourne, il perd contre El Phantasmo et ne remporte pas le RPW British Cruiserweight Championship.
Lors de Wrestle Grand Slam In Tokyo Dome, lui et Ryusuke Taguchi perdent contre Bullet Club (El Phantasmo et Taiji Ishimori) et ne remportent pas les IWGP Junior Heavyweight Tag Team Championship.

### All Elite Wrestling (2021)
Le 10 novembre à Dynamite, il perd contre Bryan Danielson[réf. nécessaire].

### Retour à Impact Wrestling (2021-...)
Lors de Bound for Glory, il fait son retour à Impact Wrestling en participant au Call Your Shot Gauntlet en entrant en 2ème position avant de se faire éliminer par Rohit Raju[réf. nécessaire].

## Palmarès
- Consejo Mundial de Lucha Libre

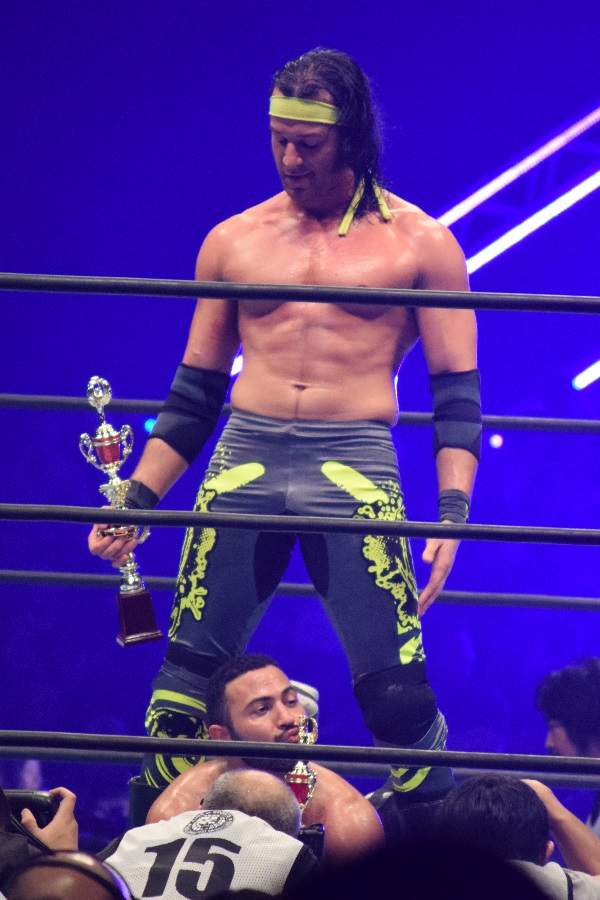
Roppongi Vice après avoir gagné le Super Jr. Tag Tournament 2016

  - 3 fois CMLL World Super Lightweight Champion[16]

- Dramatic Dream Team
  - 2 fois Ironman Heavymetalweight Championship

- Empire Wrestling Federation
  - 5 fois EWF Tag Team Champion avec Ricky Reyes[16],[17]

- International Wrestling Council
  - 1 fois IWC Tag Team Champion

- Millennium Pro Wrestling
  - 1 fois MPW Tag Team Champion avec Ricky Reyes

- National Wrestling Alliance
  - 1 fois NWA World Junior Heavyweight Champion

- New Japan Pro Wrestling
  - 1 fois IWGP Junior Heavyweight Champion
  - 8 fois IWGP Junior Heavyweight Tag Team Champion avec Davey Richards (2), Alex Koslov (2) et Baretta (4)
  - Super Jr. Tag Tournament (2016) avec Baretta

- Ring of Honor
  - 3 fois ROH World Tag Team Champion avec Ricky Reyes (1), Davey Richards (1) et Alex Koslov (1)
  - Trios Tournament (2005) avec Homicide et Ricky Reyes

- Toryumon
  - Young Dragons Cup Tournament (2004)

- Ultimate Pro Wrestling
  - 1 fois UPW Tag Team Champion avec Ricky Reyes

## Récompenses des magazines
- Pro Wrestling Illustrated

| Année | 2004 | 2005 | 2006 | 2007 | 2008 | 2009 | 2010 | 2011 | 2012 | 2013 | 2014 | 2015 | 2016 | 2017 | 2018       | 2019 | 2020       | 2021 | 2022 | 2023 | 2024 |
| ----- | ---- | ---- | ---- | ---- | ---- | ---- | ---- | ---- | ---- | ---- | ---- | ---- | ---- | ---- | ---------- | ---- | ---------- | ---- | ---- | ---- | ---- |
| Rang  | 153  | 146  | 181  | 37   | 108  | 141  | 254  | 291  | 237  | 358  | 117  | 103  | 103  | 84   | Non classé | 238  | Non classé | 195  | 239  | 79   | 62   |

- SoCal Uncensored
  - Tag Team of the Year (2001) avec Ricky Reyes[19]